# Bingsfos Station
Bingsfos Station (Bingsfos stasjon, også stavet Bingsfoss stasjon) var en jernbanestation på Urskog–Hølandsbanen, der lå ved vandfaldet Bingsfossen i Sørum kommune i Norge.
Stationen åbnede første gang sammen med den første del af banen til Bjørkelangen 16. november 1896. Den blev nedlagt 7. december 1903, da banen blev forlænget fra Bingsfos til Sørumsand. Stationsbygningen, der var opført til åbningen i 1896 efter tegninger af Günther Schüssler, blev flyttet til Aurskog Station, hvor den blev benyttet som pakhus.
Banen blev nedlagt 1. juli 1960, og året efter begyndte arbejdet med at bevare dele af den som veteranbane. Bingsfos blev base for arbejdet, og der blev etableret sidespor og en enkelt remise. I 1975-1976 genopførtes den oprindelige stationsbygning fra Finstadbru på stationen som den første stationsbygning på veteranbanen. Efter at banens nye værksted stod færdig i Sørumsand i 1992, blev banens hovedbase flyttet dertil, og opbevaringen og vedligeholdelsen af lokomotiver i Bingsfos ophørte.